# Colonel
Pour les articles homonymes, voir Colonel (homonymie).

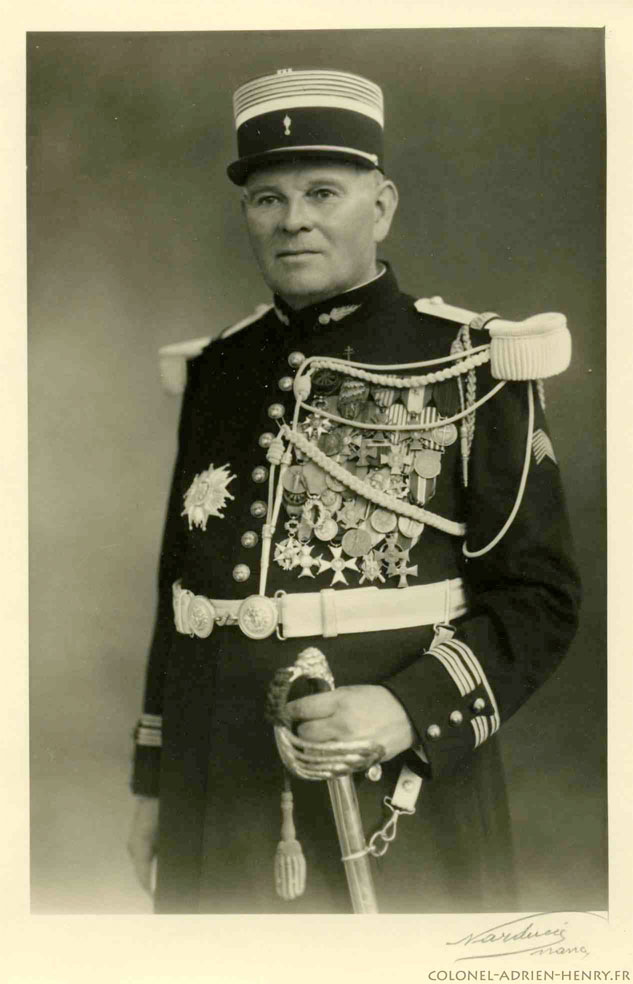
Le colonel Adrien Henry, de la Gendarmerie nationale (France).

Le grade militaire de colonel est le grade d'officier supérieur le plus élevé dans de nombreuses armées. Il est parfois inférieur au grade de colonel-major.
Ce grade indique, historiquement et différemment en fonction de l'organisation de chaque armée, l'aptitude à exercer un commandement important (par exemple un régiment, une brigade, une escadre aérienne ou une base aérienne). À l'origine c'est le chef d'une colonne de soldats.

## Argentine
Il existe deux grades avec le titre de colonel :
- Colonel
- Colonel major est le grade au-dessus de colonel et en dessous de général de brigade.

## Belgique
En Belgique, le grade de colonel (kolonel en néerlandais) est le troisième et plus haut grade des officiers supérieurs, au-dessus du grade de lieutenant-colonel et en dessous du grade d'état-major de général de brigade.
L'insigne du colonel est constitué d'une barrette et de trois molettes d'éperons de teinte dorée dans la composante Terre, d'un large galon accompagné de trois galons, dans les composantes Air et Médicale.
L'équivalent dans la Marine est : capitaine de vaisseau
|       |     |          |  |        |
| Terre | Air | Médicale |  | Marine |

On s'adresse à lui en disant colonel, colonelle si c'est une femme. On s'adresse au capitaine de vaisseau en disant commandant ou commandante si c'est une femme.

### Militaire princière
La princesse Astrid de Belgique est colonelle de la composante médicale de l'armée belge

## Brésil
En Brésil, le grade de coronel  est le troisième et plus haut grade des officiers supérieurs, au-dessus du grade de tenente-coronel et en dessous du grade de general de brigada dans l'armée de terre ou de brigadeiro dans l'armée de l'air. L'équivalent dans la Marine est : capitão de mar e guerra.
|                            |                            |                    |
| Armée de terre brésilienne | Force aérienne brésilienne | Marine brésilienne |

On s'adresse à lui en disant coronel. On s'adresse au capitão de mar e guerra en disant comandante.

## Canada

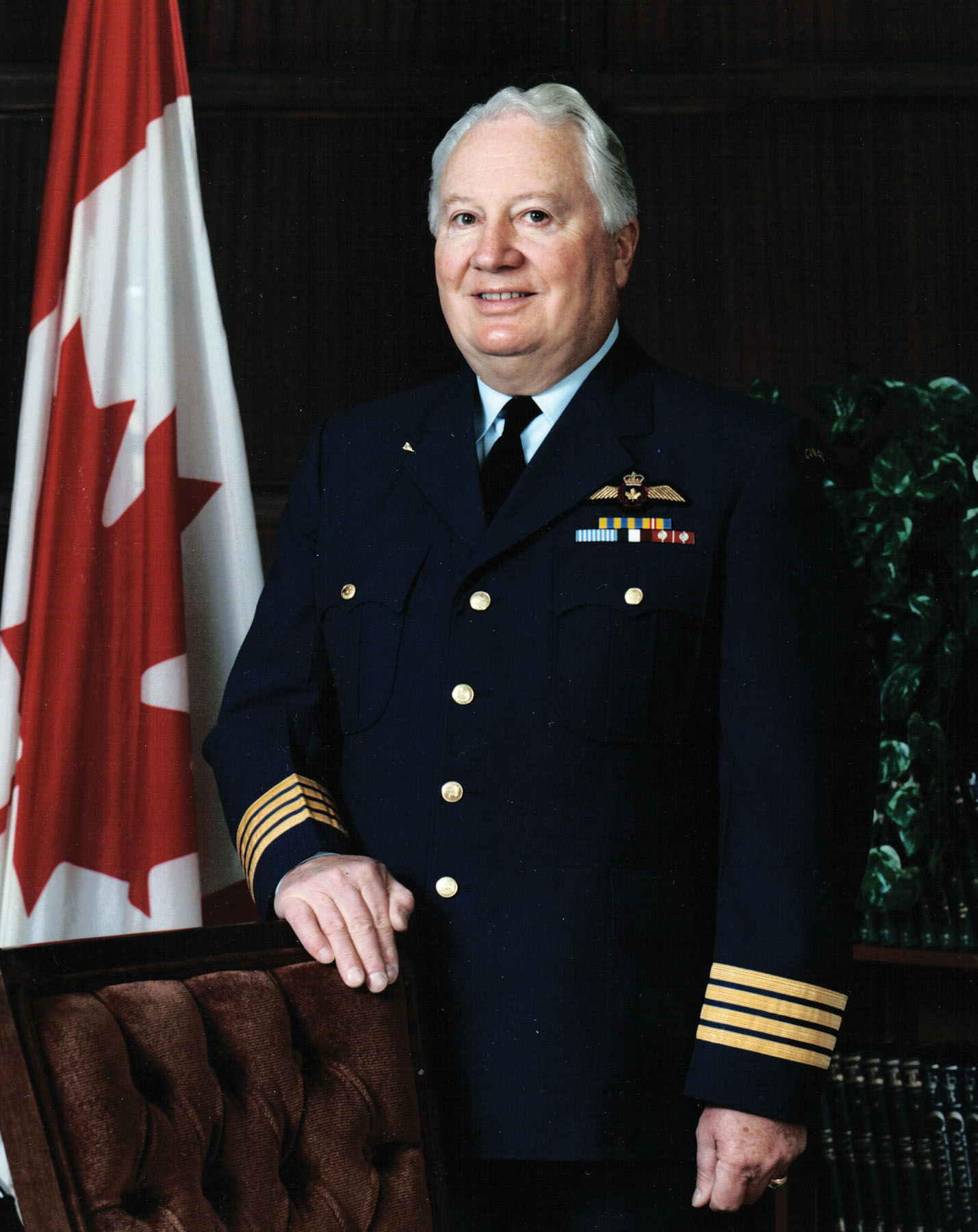
Un colonel de l'Aviation royale du Canada.

Dans l'Armée canadienne et l'Aviation royale du Canada des Forces canadiennes, le grade de « colonel » est le plus élevé des grades d’officiers supérieurs : selon l’ordre hiérarchique ascendant, il est donc suivi des grades des officiers généraux. Dans l'Armée canadienne, l'insigne du colonel est constitué de « deux étoiles et une couronne » ; dans l'Aviation royale du Canada, il est constitué de « quatre bandes ». Son équivalent dans la Marine royale canadienne est le grade de capitaine de vaisseau.
Dans l’Armée de terre canadienne, le colonel commande généralement un groupe-brigade et, dans l’Aviation royale, il commande une escadre. Cependant, le colonel occupe aussi diverses positions de niveau stratégique au sein des quartiers généraux comme les quartiers généraux de la Défense nationale à Ottawa.
| Précédé par Lieutenant-colonel | Colonel | Suivi par Brigadier-général |

## Tunisie

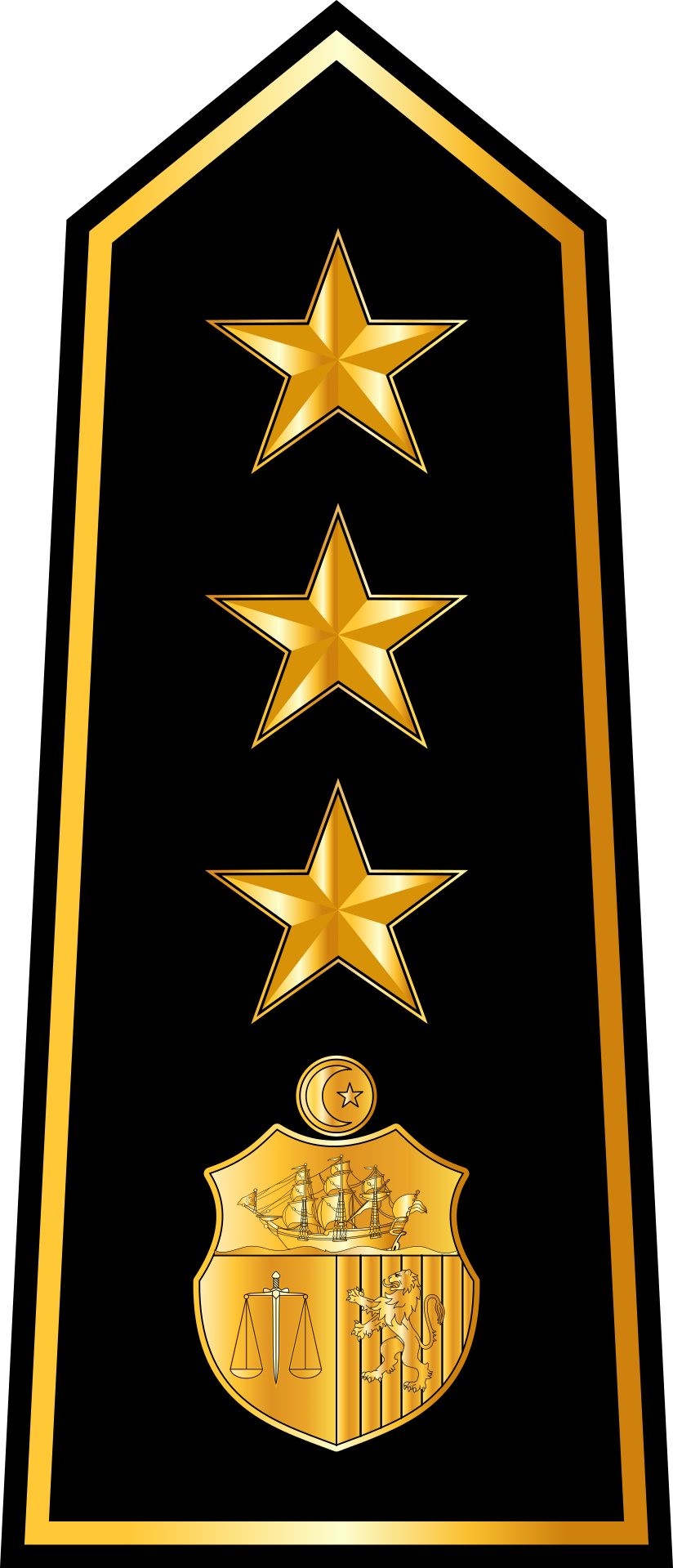
Insigne du grade de colonel de l'Armée tunisienne

Dans l'Armée tunisienne, le garde de colonel (en arabe عقيد (aqid)) est le sixième plus haut gardes des officiers supérieurs. Le colonel en Tunisie est suivi par le Colonel-major et précédé par le Lieutenant-colonel.

## Suisse

Insigne du grade de colonel de l'Armée suisse.

Dans l'Armée suisse, le grade de colonel (en allemand Oberst) se reconnaît par ses trois bandes épaisses. Il se trouve entre le lieutenant-colonel et le brigadier. Il a longtemps été le grade le plus élevé de l'armée suisse, certains colonels occupant alors une fonction d'officier général (on parlait alors de colonel brigadier, colonel divisionnaire et colonel commandant de corps).

## Vatican
Colonel est le plus haut grade de la garde suisse pontificale. Le commandant du corps prend ainsi le grade de colonel.

## Pays germanophones et nordiques
Oberst est un grade militaire d'officier supérieur des armées allemande, autrichienne, suisse, danoise et norvégienne qui est équivalent à celui de colonel. Les grades överste de l'armée suédoise et ofursti de l'armée islandaise sont des traductions du mot allemand oberst.